# Macedoniusz I (biskup Bizancjum)
Macedoniusz I (zm. po 360) – arcybiskup Konstantynopola.

## Życiorys
Pierwszy raz został biskupem Konstantynopola w 342 r., po wygnaniu Pawła I. Ustąpił w 348 r., gdy Paweł powrócił. Następnie, po jego śmierci (ok. 350/351) ponownie objął katedrę i sprawował swą posługę aż do 360 r., kiedy to na synodzie sam został zesłany przez arian o nastawieniu fundamentalistycznym.
Jego poglądy teologiczne, szczególnie na temat Ducha Świętego, nie są dość sprecyzowane. Nie uznawał w pełni uchwał Soboru Nicejskiego I i zwalczał jego zwolenników.
Piętnaście lat po jego śmierci do jego nauczania odwoływali się duchoburcy (pneumatomachowie) z Azji Mniejszej, zwani macedonianami, których duchowym przywódcą był Maratoniusz z Nikomedii.